# 名古屋臨海高速鐵道
名古屋臨海高速鐵道股份有限公司（日语：／ Nagoya Rinkai Kōsoku Tetsudō */?），總部設於日本愛知縣名古屋市港區十一屋一丁目46番，營運該市鐵路線（西名古屋港線，通稱青波線），以第三部門營運的鐵路公司。名古屋市的外郭團體（住宅都市局所管）。

## 路線
| 中文線名 | 日文線名 | 起點           | 終點             | 距離（公里） |
| -------- | -------- | -------------- | ---------------- | ------------ |
| 青波線   |          | 名古屋（AN01） | 金城埠頭（AN11） | 15.2         |

## 外部連結
名古屋臨海高速鐵道 – 青波線 （页面存档备份，存于）（日語）（英文）（简体中文）（繁體中文）（葡萄牙文）（西班牙文）（泰文）
1. ↑  .   [2018-09-06]. （原始内容存档于2020-10-28）.